# Italie au Concours Eurovision de la chanson 1984
L'Italie a participé au Concours Eurovision de la chanson 1984 le 5 mai à Luxembourg. C'est la 27e participation de l'Italie au Concours Eurovision de la chanson.
Le pays est représenté par le duo Alice et Franco Battiato et la chanson I treni di Tozeur, sélectionnés en interne par la RAI.

## Sélection
Le radiodiffuseur italien, la Radiotelevisione Italiana (RAI, Radio-télévision italienne), choisit l'artiste et la chanson en interne pour représenter l'Italie au Concours Eurovision de la chanson 1984.
| Artiste                  | Chanson           | Langue  | Traduction           |
| ------------------------ | ----------------- | ------- | -------------------- |
| Alice et Franco Battiato | I treni di Tozeur | Italien | Les trains de Tozeur |

Lors de cette sélection, c'est la chanson I treni di Tozeur, interprétée par Alice et Franco Battiato, qui fut choisie pour représenter l'Italie à l'Eurovision 1984. 
Le chef d'orchestre sélectionné pour l'Italie à l'Eurovision 1984 est Giusto Pio.

## À l'Eurovision

### Points attribués par l'Italie
| 12 points | Irlande     |
| 10 points | Royaume-Uni |
| 8 points  | Espagne     |
| 7 points  | France      |
| 6 points  | Suède       |
| 5 points  | Danemark    |
| 4 points  | Suisse      |
| 3 points  | Luxembourg  |
| 2 points  | Allemagne   |
| 1 point   | Belgique    |

### Points attribués à l'Italie
| 12 points            | 10 points    | 8 points   | 7 points                      | 6 points    |
| -------------------- | ------------ | ---------- | ----------------------------- | ----------- |
| - Espagne - Finlande | - Luxembourg | - Portugal | - Autriche - Suisse - Turquie | - Allemagne |
| 5 points             | 4 points     | 3 points   | 2 points                      | 1 point     |
|                      |              |            |                               | - Norvège   |

Alice et Franco Battiato interprètent I treni di Tozeur en 18e position, suivant la Suisse et précédant le Portugal. À la fin du vote, l'Italie termine 5e — à égalité avec la Belgique — sur 19 pays, ayant reçu 70 points au total,.